# 朱丽叶·迈尼埃尔

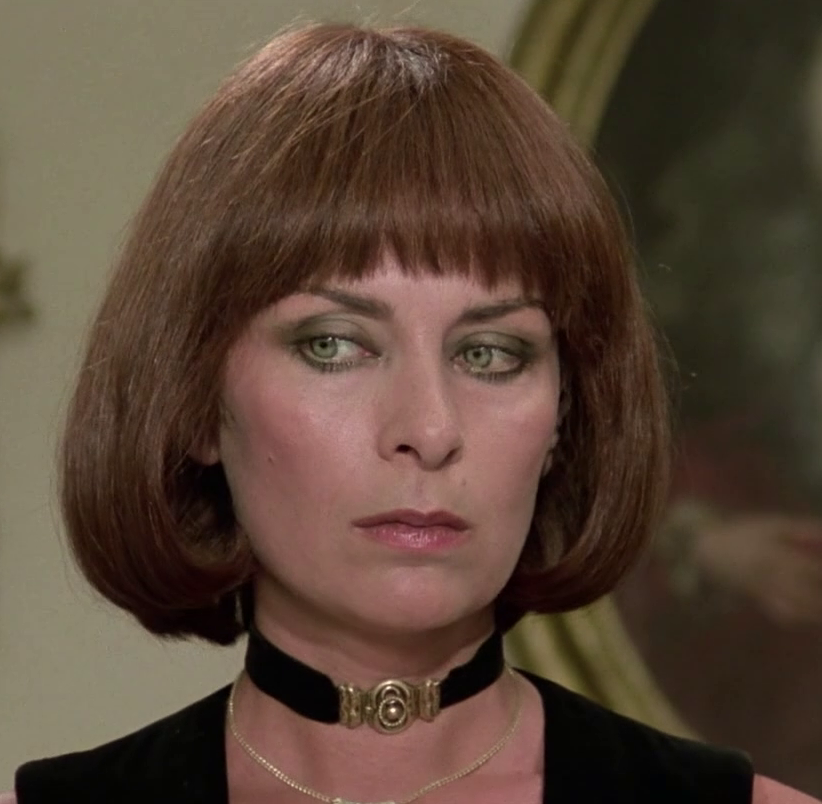
朱丽叶·迈尼埃尔

朱丽叶·迈尼埃尔（法語：Juliette Mayniel，1936年1月22日—2023年7月21日），法国女演员。曾获得柏林国际电影节最佳女演员银熊奖。